# Robert Keyes
Robert Keyes fou un membre del grup de catòlics provincials anglesos que van planejar la fallida Conspiració de la pólvora del 1605, una conspiració per assassinar el rei Jaume I d'Anglaterra i els membres de la Casa del Parlament fent explotar la Cambra dels Lords durant la cerimònia d'obertura del Parlament del Regne Unit el 5 de novembre de 1605. Va ser el sisè home en afegir-se a la conspiració.
A diferència d'altres conspiradors, Keyes no era un home especialment ric. Se li confià per part de Robert Catesby, l'autor de la conspiració, que vigiles els explosius emmagatzemats a l'allotjament de Catesby a Londres. Quan es va descobrir la conspiració, havia marxat de la ciutat, i va ser capturat diversos dies després aWarwickshire. Posteriorment, va ser jutjat amb la resta de conspiradors, va ser declarat culpable i va ser penjat, arrossegat i esquarterat el gener de 1606.

## Vida abans de 1604
Nascut cap al 1565, Robert Keyes era fill del rector protestant de Staveley, al nord de Derbyshire. La seva mare era filla de Sir Robert Tyrwhitt de Kettleby a Lincolnshire, i estava relacionada amb els Babthorpes d'Osgodby. La cosina de Keyes, Elizabeth Tyrwhitt, estava casada amb un altre membre de la conspiració, Ambrose Rookwood. Abans del 1604, Robert s'havia convertit al catolicisme. La seva dona Christiana, vídua quan es casà amb ella, era la institutriu els fills de Henry Mordaunt, 4t Baró Mordaunt, a Drayton a Northamptonshire, i, per això, Keyes va aconseguir utilitzar cavalls i altres equipaments.

## Conspiració de la pólvora
Els catòlics anglesos havien esperat que la persecució de la seva fe acabaria quan l'aparentment més tolerant Jaume I d'Anglaterra succeís Elisabet I d'Anglaterra, però a Robert Catesby, un fanàtic catòlic d'Ashby St Ledgers, no li agradava especialment la nova dinastia reial. Va començar a fer plans per matar Jaume I fent explotar la Cambra dels Lords amb pólvora, que ajudaria a incitar una posterior revolta popular per instal·lar la filla del rei, la Princesa Elisabet, com a reina. Keyes, que es va afegir a la conspiració l'octubre de 1604, tenia el paper de vigilar la pólvora i altres objectes emmagatzemats a la casa de Catesby a Lambeth.
El cura jesuïta John Gerard va descriure Keyes com "un home seriós i sobri, amb gran enginy i suficiència". El pare Oswald Tesimond assegurava que Keyes "havia tastat la persecució ell mateix, havent perdut els seus béns per culpa seva" mentre que la imatge de l'historiador i autor Cyril Northcote Parkinson era la d'un "homa desesperat, arruïnat, i endeutat". Alt, amb una barba roja, tot i la seva relativa pobresa, Catesby el considerava "un home honest", i el podria haver pagat pels seus serveis. Com el seu company conspirador Guy Fawkes, es creia capaç de cuidar d'ell mateix. Diversos conspiradors van expressar dubtes vers la seguretat dels companys catòlics que estarien al Parlament el dia de l'explosió; Keyes estava especialment preocupat per Lord Mordaunt, el patró de la seva dona. Thomas Percy estava preocupat pel seu patró, Henry Percy, 9th Earl de Northumberland, i els Lords Vaux, Montague, Monteagle i Stourton. El suggeriment de Keyes d'avisar Lord Mordaunt va ser tractada per Catesby amb befa, dient que "no li donaria el secret ni per la cambra plena de diamants, ja que sabia que no el podria mantenir."
Keyes i el seu cosí polític Ambrose Rookwood van passar la nit abans de l'explosió a la casa d'Elizabeth More, prop de Temple Bar. Fawkes, l'encarregat dels explosius, els va visitar més tard aquella mateixa nit, i va agafar-los un rellotge deixat per Percy, per cronometrar la metxa. Hores més tard, però, Fawkes va ser descobert i detingut.

## Fracàs i mort
Quan Keyes va sentir que Fawkes havia estat capturat va marxar amb el seu cavall cap a les Midlands. Rookwood el va atrapar a Highgate, que volia informar Catesby i la resta del que havia succeït. Després que tots dos es trobessin amb Catesby, Percy, Thomas Bates i John i Christopher Wright, Keyes va marxar del grup per anar a casa de Lord Mordaunt a Drayton, on es va amagar. Fou identificat com a sospitós el 6 de novembre, i capturat alguns dies després.
Els conspiradors foren jutjats el 27 de gener de 1606 a Westminster Hall. Malgrat declarar-se innocents (només Digby no se'n va declarar), tots vuit foren declarats culpables. Se'ls va permetre argumentar "per evitar que se'ls pronunciés la pena de mort". Keyes no va provar d'excusar les seves accions, afirmant que "la mort està tan bé ara com en qualsevol altre moment", i que era preferible a viure "enmig de tanta tirania". El jesuïta Oswald Tesimond va escriure sobre la defensa de Keyes a Narrative:
| « | Afirmava que la seva motivació era promoure el bé comú. Això és, esperava que la seva terra tornés a la fe catòlica. La violència de la presecució present també l'havia empès, en part, a participar en la conspiració. | » |

El 31 de gener de 1606 Keyes, Rookwood, Thomas Wintour i Fawkes foren traslladats a l'Old Palace Yard de Ciutat de Westminster, on van ser penjats, arrossegats i esquarterats. Rookwood i Wintour van ser els primers de pujar a la forca. Amb un rostre trist, Keyes va pujar "fermament" per l'escala, però amb la soga al voltant del seu coll es va tirar, presumiblement desitjant una mort ràpida. La soga es va trencar, i el van portar al bloc on patiria la resta de la sentència.